# Prikaz
En prikaz (russisk: прика́з, prikaz; russisk udtale: [prʲɪˈkas] var et offentligt forvaltningsorgan og domstol i Storfyrstendømmet Moskva og Zar-Rusland i perioden fra slutningen af 1400- til 1700-tallet. En prikaz kunne være tilknyttet civile, militære eller gejstlige myndigheder.  En prikaz havde funktioner som det, der i dag betegnes som et direktorat eller departement og som en domstol, der traf afgørelser i straffesager, omstridte jordforhold, spørgsmål om bortløbne livegne m.v.
De fleste prikaz'er var underlagt Bojardumaen. Nogle prikaz'er (paladsprikaz'erne (russisk: дворцовые приказы, dvortjovye prikazy) var underlagt taynyi prikaz or pervyi prikaz, der refererede direkte til zaren. Patriarken af Moskva og hele Rusland havde sine egne prikaz'er.

## Historie
Prikazer blev oprindeligt etableret på ordre fra zaren, der bemyndigede eller beordrede en bestemt person til at udøve beføjelser på zarens vegne; prikaz betyder på russisk "ordre". Antallet af prikazer steg som følge af behovet for at administrere det russiske imperium, der ekspanderede kraftigt fra 1400-tallet og frem. En prikaz' ansvarsområde kunne omfatte et bestemt resortområde eller et territorium i riget. Prikazerne blev ledet af bojarer og professionelle administratorer.
I 1613 var der etableret 22 prikazer, men antallet steg til op mod 100 i midten af 1600-tallet. Lovbogen Sudebnik fra 1550 indeholdt en regulering af oprettede prikazer og fastlagde rammerne for deres funktion og indbyrdes hierarki.
Prikaz'erne blev afviklet af Peter den Store fra omkring 1717 og erstattet af administrative organer kaldet "kollegium", svarende til ministerier. Processen med nedlæggelsen af prikazerne tog lang tid. Sibiriske prikaz (Sibirskij prikaz) blev eksempelvis gendannet i 1730 og eksisterede frem til 1755. På trods af, at Peter den Store ønskede en afvikling af prikazerne, etablerede han enkelte nye prikazer under sin regeringstid. Systemet blev endeligt afviklet af Katarina den Store i 1775.